# Est3
Белок Est3 —  компонент теломеразного комплекса. Играет важную роль в её деятельности.

## Структура
Est3, PDB ID которого 2M9V, состоит из одной белковой цепи. Эмпирическая химическая формула этого белка-C863H1319N224O261S8. Молекулярная масса белка равна приблизительно 19243 а.е.м.

## Функции
Точная функция Est3 пока не определена, но исследования Lundblad показали, что Est-белки в теломеразном комплексе играют роль помощников в непрерывном делении клеток (помимо Est3 в теломеразном комплексе есть другие Est-белки: Est1 и Est2). Est2 образует комплекс с РНК, полученный комплекс выполняет каталитическую функцию, а Est3 и Est1 в свою очередь организовывают сам процесс. Было обнаружено, что Est3 схож с теломер-ассоциированным белком под названием TPP1. Функция TPP1 состоит в связывании теломер от клеточных ферментов, осуществляющих репарацию, чтобы не нарушить структуру, следовательно функции Est3 и TPP1 схожи. Также функцией Est3 является поддержание теломер в естественных условиях. Est3p связывает олигонуклеотиды ДНК и РНК, содержащие повторяющиеся последовательности теломер, и стимулирует диссоциацию гетеродуплексов РНК и ДНК .

## Роль в медицине
Факторы, регулирующие работу теломеразы актуальны в медицине: недостаточная активность теломеразы способствует преждевременной смерти клеток, а гиперактивность теломеразы может способствовать неконтролируемому делению клеток, приводящему к раковым заболеваниям.